# Klæbu

Wappen von Klæbu

Klæbu war eine Kommune (Gemeinde) im mittelnorwegischen Fylke Trøndelag. Im Zuge der Kommunalreform in Norwegen wurde Klæbu zum 1. Januar 2020 mit der Großstadt Trondheim zusammengelegt.
Auf einer Fläche von 176,6 km² lebten 6076 Einwohner (Stand: 1. Januar 2019). Die Kommunennummer war 5030.
Sie lag rund 20 km südlich von Trondheim im Tal des Flusses Nidelva. An diesem Fluss befinden sich allein auf der Gemarkung Klæbus drei Wasserkraftwerke. Das Wappen der Gemeinde ist eine stilisierte Darstellung des Wasserfalls Trangfossen, der mittlerweile unter dem Pegel des Stausees Bjørsjøen versunken ist.

## Persönlichkeiten
- Linda Hofstad Helleland (* 1977), Politikerin
- Idun Reiten (1942–2025), Mathematikerin